# Sonja Roman
Sonja Roman (* 11. März 1979 in Hodoš, Jugoslawien) ist eine ehemalige slowenische Leichtathletin, die sich auf den Mittelstreckenlauf spezialisiert hat und auch im Langstreckenlauf an den Start ging. Sie ist aktuell Inhaberin des Landesrekordes im 1500-Meter-Lauf und wurde über diese Distanz 2009 in Turin Vizehalleneuropameisterin.

## Sportliche Laufbahn
Erste internationale Erfahrungen sammelte Sonja Roman vermutlich im Jahr 1995, als sie bei den Junioreneuropameisterschaften in Nyíregyháza mit 2:10,47 min in der ersten Runde im 800-Meter-Lauf ausschied und mit der slowenischen 4-mal-400-Meter-Staffel mit 3:47,29 min den Finaleinzug verpasste. Im Jahr darauf kam sie bei den Juniorenweltmeisterschaften in Sydney mit 2:10,63 min und 4:26,14 min nicht über den Vorlauf über 800 und 1500 Meter hinaus und 1997 belegte sie bei den Junioreneuropameisterschaften in Ljubljana in 4:27,56 min den siebten Platz im 1500-Meter-Lauf. Im Dezember wurde sie bei den Crosslauf-Europameisterschaften in Oeiras nach 9:22 min Sechste im Juniorinnenrennen. Im Jahr darauf schied sie bei den Juniorenweltmeisterschaften in Annecy mit 2:08,10 min im Halbfinale über 800 Meter aus und schied über 1500 Meter mit 4:27,11 min im Vorlauf aus. Im Dezember gelangte sie bei den Crosslauf-Europameisterschaften in Ferrara nach 12:20 min Siebte im U20-Rennen. 1999 schied sie bei den U23-Europameisterschaften in Göteborg mit 2:04,06 min in der ersten Runde über 800 Meter aus und bei den Crosslauf-Europameisterschaften in Velenje kam sie im Einzelrennen nicht ins Ziel. 2001 gelangte sie bei den U23-Europameisterschaften in Amsterdam mit 4:19,86 min auf Rang zwölf über 1500 Meter. Im Jahr darauf schied sie bei den Europameisterschaften in München mit 4:19,87 min im Vorlauf über 1500 Meter aus und im Dezember wurde sie bei den Crosslauf-Europameisterschaften in Medulin nach 21:19 min 33. im Einzelrennen.
2003 schied sie bei den Hallenweltmeisterschaften in Birmingham mit 4:18,09 min im Vorlauf über 1500 Meter aus und im August gelangte sie bei der Sommer-Universiade in Daegu mit 4:16,20 min auf Rang elf über 1500 Meter und schied über 800 Meter mit 2:05,24 min im Vorlauf aus. Im Jahr darauf kam sie bei den Hallenweltmeisterschaften in Budapest mit 4:11,72 min nicht über die Vorrunde über 1500 Meter hinaus, wie auch bei den Halleneuropameisterschaften 2005 in Madrid mit 4:16,44 min. Im Juli wurde sie bei den Mittelmeerspielen in Almería in 4:19,67 min 14. und anschließend belegte sie bei der Sommer-Universiade in Izmir mi 4:18,79 min den neunten Platz. 2006 schied sie bei den Hallenweltmeisterschaften in Moskau mit 4:27,96 min im Vorlauf aus und im August kam sie bei den Europameisterschaften in Göteborg mit 4:13,59 min ebenfalls nicht über die Vorrunde hinaus. Im Dezember wurde sie bei den Crosslauf-Europameisterschaften in San Giorgio su Legnano nach 26:27 min 24. im Einzelrennen. Im Jahr darauf belegte sie bei den Halleneuropameisterschaften in Birmingham in 4:11,57 min den siebten Platz und im August schied sie bei den Weltmeisterschaften in Osaka mit 4:08,60 min im Semifinale aus. 2008 kam sie bei den Hallenweltmeisterschaften in Valencia im Finale nicht ins Ziel und im August schied sie bei den Olympischen Sommerspielen in Peking mit 4:08,52 min in der ersten Runde aus.
2009 gewann sie bei den Halleneuropameisterschaften in Turin in 4:11,42 min die Silbermedaille über 1500 Meter hinter der Spanierin Natalia Rodríguez. Im Juni belegte sie bei den Militär-Weltmeisterschaften in Sofia in 2:03,12 min den vierten Platz über 800 Meter und im August schied sie bei den Weltmeisterschaften in Berlin mit 4:07,20 min im Halbfinale über 1500 Meter aus. Zudem wurde sie beim IAAF World Athletics Final in Thessaloniki in 4:17,78 min Achte. Bei den Crosslauf-Europameisterschaften 2011 in Velenje wurde sie nach 27:44 min 29. im Einzelrennen und im Jahr darauf schied sie bei den Europameisterschaften in Helsinki mit 4:16,68 min im Vorlauf über 1500 Meter aus. Anschließend nahm sie erneut an den Olympischen Sommerspielen in London teil und schied dort mit 4:19,17 min in der ersten Runde aus. 2013 schied sie bei den Weltmeisterschaften in Moskau mit 4:08,63 min im Semifinale aus und im Jahr darauf gewann sie bei den Balkan-Hallenmeisterschaften in Istanbul in 4:18,14 min die Bronzemedaille hinter der Albanerin Luiza Gega und Ancuța Bobocel aus Rumänien. Im Juli sicherte sie sich bei den Freiluft-Balkan-Meisterschaften in Pitești in 16:06,09 min die Bronzemedaille im 5000-Meter-Lauf hinter der Türkin Esma Aydemir und Mădălina Florea aus Rumänien. Daraufhin schied sie bei den Europameisterschaften in Zürich mit 4:16,38 min in der Vorrunde über 1500 Meter aus und kam über 5000 Meter nicht ins Ziel. Im Jahr darauf wurde sie bei den Halleneuropameisterschaften in Prag in 4:20,85 min Zehnte über 1500 Meter und im August kam sie bei den Balkan-Meisterschaften in Pitești über 5000 Meter nicht ins Ziel. 2016 lief sie bei den Europameisterschaften in Amsterdam nach 1:15:27 h auf dem 42. im Halbmarathon ein und im Dezember kam sie bei den Crosslauf-Europameisterschaften in Chia nicht ins Ziel. 2018 bestritt sie ihren letzten Wettkampf auf der Straße und beendete dann ihre aktive sportliche Karriere im Alter von 39 Jahren.
In den Jahren 1997, 2001 und 2002, 2004 und von 2006 bis 2009 sowie 2012 und 2013 wurde Roman slowenische Meisterin im 800-Meter-Lauf sowie 2006 und 2007 auch über 1500 Meter und 2017 im 10.000-Meter-Lauf. 2008 wurde sie Hallenmeisterin über 800 Meter.

## Persönliche Bestleistungen
- 800 Meter: 2:02,47 min, 7. Juli 2003 in Zagreb
  - 800 Meter (Halle): 2:03,03 min, 16. Februar 2008 in Wien
- 1000 Meter: 2:39,76 min, 9. September 2007 Königs Wusterhausen
- 1500 Meter: 4:02,13 min, 10. Juli 2009 in Rom (slowenischer Rekord)
  - 1500 Meter (Halle): 4:06,75 min, 20. Februar 2007 in Stockholm
  - 3000 Meter (Halle): 8:54,24 min, 8. Februar 2008 in Düsseldorf
- 5000 Meter: 15:40,41 min, 22. Juni 2014 in Tallinn
- 10.000 Meter: 34:35,12 min, 15. April 2017 in Postojna
- Halbmarathon: 1:13:52 h, 26. März 2016 in Paderborn